# Les Vagabonds (groupe)
 (juillet 2012).
Si vous disposez d'ouvrages ou d'articles de référence ou si vous connaissez des sites web de qualité traitant du thème abordé ici, merci de compléter l'article en donnant les références utiles à sa vérifiabilité et en les liant à la section « Notes et références ».
Pour les articles homonymes, voir Les Vagabonds.
Les Vagabonds est un groupe rockabilly de musiciens français qui a notamment été assez populaire au début des années 1990 grâce à leur chanson de reprises des standards des années 1960, Le Temps des yéyés.
Il est composé des membres :
- Francis « Dany » Belin (contrebasse), né le 28 juillet 1968 ;
- Alain « Jesse » Ciavarella (guitare), né le 22 mai 1965 ;
- Jean-Pierre Simon (batterie), né le 23 septembre 1965 ;
- Thierry « Ted » Burani (chanteur), né le 16 août 1966.

## Biographie
L'univers musical du groupe Les Vagabonds est le rockabilly, avec une prédilection pour les années 1960,.
Ils ont été lancés par Orlando, le frère de Dalida,.
Leur titre Le Temps des yéyés se classe no 1 du Top 50 français en 1990 et décroche un disque d'or,.
En 1993, ils sortent Le Temps des souvenirs, un single composé par Johnny Hallyday, avec Michel Mallory comme parolier. C'est Johnny Hallyday qui leur a proposé cette chanson,.
Ils ont atteint des ventes de plusieurs millions d'albums et ont décroché cinq disques d'or.

## Singles
- 1986 : Reviens-moi
- 1988 : Loulou t'es fou
- 1989 : Le Temps des yéyés
- 1990 : Nos plus belles Années
- 1990 : Le Temps des copains
- 1990 : Père Noël rocker, bonne année
- 1991 : Go To America
- 1991 : Buona Sera Signorina
- 1991 : 24 000 Baisers
- 1992 : Le Rock de chez nous
- 1993 : Le Temps des souvenirs
- 1993 : Tout va bien…
- 1994 : Betty Boop

### Classements
| Année | Titre                         | FR | Album                              |
| ----- | ----------------------------- | -- | ---------------------------------- |
| 1990  | Le Temps des yéyés            | 1  | Nos plus belles Années             |
| 1990  | Le Temps des copains          | 7  | Nos plus belles Années             |
| 1990  | Nos plus belles années        | 25 | Nos plus belles Années             |
| 1990  | Père Noël Rocker, bonne année | 15 | Nos plus belles Années (réédition) |
| 1991  | Buona sera signorina          | 29 | Les Fous du Succès                 |
| 1991  | Go To America                 | 39 | Les Fous du Succès                 |

## Albums
- 1990 : Nos plus belles Années
- 1991 : Les Fous du Succès
- 1992 : Live à l'Olympia 92
- 1993 : Tout va bien…

## Discographie
45 tours :
Références :
- 14955 Carrère
- 14846 Carrère (1989)
- 15077 Carrère (1990)
- 15030 Carrère (1990)
- 9031-73922-7 Carrère (1991)
- 9031-74846-7 Carrère (1991)
- 9031-75789-7 Carrère (1991)
- 9031-77527-7 Carrère (1992)